# The Monkey
The Monkey is een Amerikaanse zwarte humor-horrorfilm uit 2025, geschreven en geregisseerd door Osgood Perkins, gebaseerd op het gelijknamig korte verhaal van Stephen King. De hoofdrollen worden vertolkt door Theo James, Tatiana Maslany, Christian Convery, Colin O'Brien, Rohan Campbell, Sarah Levy, Adam Scott en Elijah Wood.

## Verhaal
In 1999 probeert Petey Shelburn een trommelende speelgoedaap in een antiekwinkel te vernietigen. Voordat hij dat kan doen, bespeelt de aap zijn trommels en een kettingreactie zorgt ervoor dat de winkeleigenaar met een harpoengeweer wordt gedood. Kort daarna verdwijnt Petey en laat zijn vrouw Lois achter om hun eeneiige tweelingzonen Hal en Bill op te voeden. De tweeling ontdekt de aap uiteindelijk in een kast met de spullen van hun vader en windt deze op. Later die avond bespeelt de aap zijn trommels en veroorzaakt zo de dood van hun oppas. Telkens als de aap zijn trommels bespeelt, sterft er iemand. Bills pesterijen van Hal zetten de laatste ertoe aan om de sleutel van de aap weer op te winden, in de hoop dat het zijn broer zal doden. In plaats daarvan krijgt hun moeder Lois plotseling een aneurysma en sterft voor Bills ogen. Overmand door schuldgevoelens ontmantelt Hal de aap en gooit hem weg voordat hij en Bill naar Maine verhuizen om bij hun tante Ida en oom Chip te gaan wonen. Wanneer de aap op mysterieuze wijze weer opduikt in hun nieuwe huis, realiseert Bill zich zijn kracht en windt zijn sleutel op, ondanks Hals protesten. Chip wordt kort daarna doodgetrapt door een stormloop van paarden. De tweeling sluit de aap op in zijn doos en gooit hem in een nabijgelegen put, in de hoop dat hij verborgen blijft.
Vijfentwintig jaar later is Hal vervreemd van zowel Bill als zijn eigen zoon Petey, die Hal maar een keer per jaar ziet. Hij komt er ook achter dat zijn ex-vrouw en haar nieuwe echtgenoot Ted van plan zijn om Petey volledig te adopteren, waardoor hij effectief uit Hals leven wordt verwijderd. Dan gebeuren er een reeks bizarre ongelukken waarbij telkens mensen in zijn omgeving sterven en hij komt er achter dat Bill de aap nog steeds in bezit heeft en deze opwindt met de bedoeling zijn tweelingbroer te doden. Bill dwingt uiteindelijk de aap om te drummen zonder de sleutel op te winden in een wanhopige poging om Hal te doden waardoor de aap oncontroleerbaar begint te drummen en wijdverspreide dood en vernietiging veroorzaakt in de hele stad.

## Rolverdeling
| Acteur            | Personage            |
| ----------------- | -------------------- |
| Theo James        | Hal en Bill Shelburn |
| Tatiana Maslany   | Lois Shelburn        |
| Christian Convery | de jonge Hal en Bill |
| Colin O'Brien     | Petey Shelburn Jr.   |
| Rohan Campbell    | Ricky                |
| Sarah Levy        | Ida Zimmer           |
| Adam Scott        | Petey Shelburn Sr.   |
| Elijah Wood       | Ted Hammerman        |

## Productie
Filmregisseur Frank Darabont had oorspronkelijk de filmrechten op Stephen Kings korte verhaal "The Monkey" en was van plan om te beginnen met werken aan een verfilming na het voltooien van The Mist in 2007, zelf een verfilming van een van Kings novelles. Het project is nooit van de grond gekomen.
Toen de filmmarkt van Cannes in 2023 werd geopend, kondigde Black Bear Pictures aan dat er een verfilming van "The Monkey" in ontwikkeling was en te koop werd aangeboden aan distributeurs. Osgood Perkins werd ingehuurd om te schrijven en regisseren, en James Wan zou produceren onder zijn Atomic Monster-banner. Theo James werd gecast voor de hoofdrol. In maart 2024 werd onthuld dat Tatiana Maslany, Elijah Wood, Christian Convery, Colin O'Brien, Rohan Campbell en Sarah Levy zich bij de cast hadden aangesloten.

### Filmopnames
De filmopnames vonden plaats in Vancouver van 5 februari tot en met 22 maart 2024.

## Release en ontvangst
The Monkey ging op 21 februari 2025 in première. De film kreeg overwegend positieve kritieken van de filmcritici, met een score van 79% op Rotten Tomatoes, gebaseerd op 258 beoordelingen.